# Caleb Cushing
 (avril 2022).
Si vous disposez d'ouvrages ou d'articles de référence ou si vous connaissez des sites web de qualité traitant du thème abordé ici, merci de compléter l'article en donnant les références utiles à sa vérifiabilité et en les liant à la section « Notes et références ».
Caleb Cushing, né le 17 janvier 1800 et mort le 2 janvier 1879, est un juriste, diplomate et démocrate américain ayant été représentant pour le 3e district congressionnel du Massachusetts de 1835 à 1843 avant de devenir procureur général des États-Unis de 1853 à 1857 dans l'administration Pierce. Cushing a également occupé le poste d'ambassadeur des États-Unis en Chine (de 1843 à 1845) et d'ambassadeur en Espagne (entre 1874 et 1877).

## Biographie
Caleb Cushing est né le 17 janvier 1800 à Salisbury dans le Massachusetts. Précoce, il est rentré à l'âge de 13 ans à l'université Harvard et a obtenu son diplôme à l'âge de 17 ans. Il étudie par la suite le droit et est admis au barreau en 1821. C'est dans son État, le Massachusetts, que Cushing se lance dans une carrière politique en devenant en 1825 membre de la Chambre des représentants du Massachusetts puis en intégrant en 1827 le Sénat du Massachusetts. Il redevient membre de la Chambre des représentants de 1833 à 1834 mais n'arrive pas à rejoindre le Congrès des États-Unis lors de l’élection de 1833.
Cushing réussi enfin à se faire élire, d'abord sous l'étiquette anti-jacksonien puis en tant que whig, à la Chambre des représentants des États-Unis dont il reste membre du 4 mars 1835 au 4 mars 1843. Il devient, entre 1841 et 1843, le secrétaire de la Commission des affaires étrangères de la Chambre des représentants des États-Unis (en), la commission permanente chargée des affaires étrangères. Cushing n'est pas candidat à sa réélection et le 8 mai 1843 il est nommé par le président Tyler envoyé extraordinaire et ministre plénipotentiaire en Chine. Après plusieurs années passées en Asie, Cushing est rentré aux États-Unis où il est redevenu de 1845 à 1846 membre de la Chambre des représentants du Massachusetts. Ce dernier a également été colonel d'un régiment du Massachusetts engagé dans la guerre américano-mexicaine avant d'être nommé brigadier general par le président James Knox Polk le 14 avril 1847. Il retourne s'impliquer dans la politique de son État en tentant à deux reprises de devenir gouverneur en 1847 et 1848. Finalement, il est encore élu à la Chambre des représentants du Massachusetts en 1850 avant de devenir maire de Newburyport entre 1851 et 1852. C'est en 1852 qu'il est nommé juge de la Cour suprême de l'État.
Le 7 mars 1853, Cushing est choisi par Franklin Pierce comme procureur général des États-Unis, un poste qu'il occupe jusqu'au 4 mars 1857. Après avoir quitté le Cabinet, il retourne siéger à la Chambre des représentants du Massachusetts de 1857 à 1859 puis, en 1860, il est envoyé confidentiellement par le président James Buchanan chez les sécessionnistes de Caroline du Sud. En 1866, Cushing a également fait partie des trois commissaires chargés de codifier et de réviser les lois votées par le Congrès. Deux ans plus tard, il est envoyé en Colombie afin de négocier un droit de passage à travers le canal de Panama. Après Bogota Cushing est nommé ambassadeur en Espagne par Ulysses S. Grant, poste qu'il occupe de 1874 à 1877. Cushing meurt le 2 janvier 1879 à Newburyport et est enterré au Highland Cemetery de Newburryport.